# Kisfenes
Kisfenes falu (románul Finișel) Romániában Kolozs megyében.

## Nevének említése
Első említése, Fenyesel néven 1456-ból való. 1839-ben, 1863-ban, 1890-ben Kis-Fenes, Fenyesel, 1850-ben, 1857-ben Kis Fenes, 1873-ban, 1880-ban Fenes (Kis-)és 1920-ban Feneșel volt a neve.

## Lakossága
1850-ben az 599 fős településnek 590 román, 6 magyar és 3 cigány lakosa volt. 1890-ben a 758 fős faluban 19 fő vallotta magát magyarnak (7 fő német). 1992-ben 849 fős lakossága 2 magyar és 22 cigány kivételével román származású volt.
1850-ben 590 ortodox, 5 római katolikus és 4 református hívő élt a településen. 1992-ben 722 fő ortodox, 3 fő görögkatolikus, 4 fő református, 1 fő baptista és 78 lélek pünkösdista hitű volt.

## Története
Mai ortodox temploma 1758-ban épült.
A falu a trianoni békeszerződésig Torda-Aranyos vármegye Alsójárai járásához tartozott.